# Берёзовский (Татарстан)
Берёзовский — посёлок в Мамадышском районе Татарстана. Входит в состав Омарского сельского поселения.

## География
Находится в центральной части Татарстана на расстоянии приблизительно 26 км на юго-запад по прямой от районного центра города Мамадыш.

## История
Основан в 1914 году.

## Население
Постоянных жителей было: в 1926—257, в 1938—321, в 1949—270, в 1958—193, в 1970—181, в 1979—142, в 1989 — 66, в 2002 году 26 (русские 100 %), в 2010 году 22.